# نیکولا توری
نیکولا توری (انگلیسی: Nicola Turi؛ زادهٔ ۵ فوریهٔ ۱۹۹۸) بازیکن فوتبال است.
از باشگاه‌هایی که در آن بازی کرده‌است می‌توان به باشگاه فوتبال باری اشاره کرد.